# مارک اوانز (بازیکن فوتبال، زاده۱۹۷۰)
مارک اوانز (انگلیسی: Mark Evans؛ زادهٔ ۲۴ اوت ۱۹۷۰) بازیکن فوتبال اهل بریتانیا است.
از باشگاه‌هایی که در آن بازی کرده‌است می‌توان به باشگاه فوتبال برادفورد سیتی اشاره کرد.